# Parlamentswahl in Spanien 1996
- IU: 21
- HB: 2
- BNG: 2
- EA: 1
- ERC: 1
- PSOE: 141
- CC: 4
- EAJ/PNV: 5
- CiU: 16
- PP: 156
- UV: 1

Die Parlamentswahl in Spanien 1996 fand am 3. März statt, um die beiden Kammern des Parlaments (Cortes Generales) zu erneuern. Gewählt wurden die 350 Abgeordneten des Abgeordnetenhauses (Congreso de los Diputados) und 208 der 257 Mitglieder des Senats (Senado). Der Congreso ist die politisch wesentlich wichtigere der beiden Kammern. Mit den Wahlen begann die 6. Legislaturperiode nach dem Ende der Franco-Diktatur.

## Vorzeitiges Ende der 5. Legislatur
Die sozialdemokratische PSOE hatte 1982, 1986 und 1989 unter Felipe González drei Mal in Folge die absolute Mehrheit im Congreso (der für die Regierungsbildung relevanten Kammer) eingefahren. 1993 war sie zwar noch stärkste Partei geworden, war aber für ihre Regierungsmehrheit in der Folge auf die Unterstützung der katalanischen und baskischen Regionalparteien CiU und PNV angewiesen.
In der 5. Legislatur häuften sich die Korruptionsskandale, die Wirtschaft kam ins Stocken und hinzu kam noch die Affäre um den „Staatsterrorismus“ der GAL. Infolge dieser Entwicklungen erlitt die PSOE bei den Regionalwahlen, die im Mai 1995 in 13 der 17 Regionen (span.: „Comunidades Autónomas“) stattfanden, eine verheerende Niederlage.
Dies führt schließlich dazu, dass die CiU im Juli 1995 der PSOE ihre Unterstützung aufkündigt und Neuwahlen nach Beendigung der spanischen EU-Ratspräsidentschaft Ende des Jahres fordert, die dann für den 3. März 1996 angesetzt werden. Die Spitzenkandidaten waren für die beiden großen Parteien dieselben wie schon bei den Wahlen von 1989 und 1993: der – in der eigenen Partei jetzt nicht mehr unumstrittene – Ministerpräsident Felipe González für die PSOE und José María Aznar für die konservative PP. Allgemein wurde von einem klaren Wahlsieg der PP ausgegangen.

## Congreso (Abgeordnetenhaus)
Die PP wurde bei den Wahlen zwar stärkste Kraft, die angepeilte absolute Mehrheit der Sitze im Congreso verpasste sie jedoch relativ deutlich, sodass jetzt sie Bündnispartner suchen musste (s. u.). Die Verluste der PSOE fielen aufgrund ihrer guten Ergebnisse in Katalonien und ihren traditionellen Hochburgen Andalusien und Extremadura geringer aus als erwartet. Allerdings blieb sie beispielsweise im „roten“ Asturien zum ersten Mal in ihrer Geschichte hinter den Konservativen zurück.
Als dritte Kraft nach den beiden großen Parteien zog die ebenfalls in Gesamtspanien antretende linkssozialistische IU in den Congreso ein. Den meisten der Regionalparteien, die schon in der vorangegangenen Legislatur im Congreso vertreten waren, gelang der Wiedereinzug: aus Katalonien der bürgerlichen CiU und der linken ERC, aus dem Baskenland der bürgerlichen PNV, der sozialdemokratischen EA und Herri Batasuna (der „politische Arm“ der ETA, deren Abgeordnete aber wie zuvor schon die Sitzungen boykottierten), der CC von den Kanaren und der Unió Valenciana aus der Region Valencia. Neu vertreten war der BNG (Bloque Nacionalista Galego) aus Galicien.

### Ergebnisse
- Wahlberechtigte: 32.531.833
- Wahlbeteiligung: 77,38 % (+0,94 % gegenüber 1993)

Parlamentswahlen 1996 – Congreso

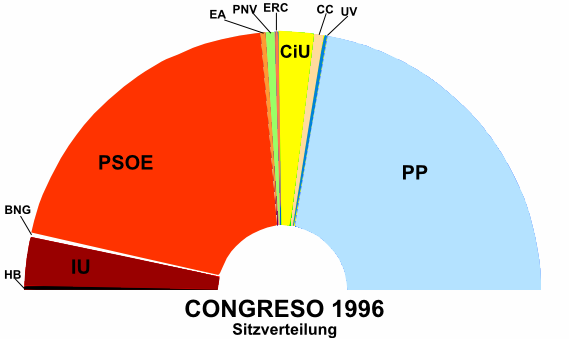
Parlamentswahlen 1996 – Congreso Sitzverteilung

| spanische Parlamentswahlen, 3. März 1996                    |           |           |       |       |         |       |
| Partei                                                      | Stimmen   | % Stimmen | Diff. | Sitze | % Sitze | Diff. |
| Partido Popular (PP)                                        | 9.716.006 | 38,79     | +4,03 | 156   | 44,57   | +15   |
| Partido Socialista Obrero Español (PSOE)                    | 9.425.678 | 37,63     | −1,15 | 141   | 40,29   | −18   |
| Izquierda Unida (IU) – Iniciativa per Catalunya Verds (ICV) | 2.639.774 | 10,54     | +0,99 | 21    | 6,00    | +3    |
| Convergència i Unió (CiU)                                   | 1.151.633 | 4,60      | −0,34 | 16    | 4,57    | −1    |
| Partido Nacionalista Vasco (EAJ-PNV)                        | 318.951   | 1,27      | +0,03 | 5     | 1,43    | =     |
| Coalición Canaria (CC)                                      | 220.418   | 0,88      | +0,00 | 4     | 1,14    | =     |
| Bloque Nacionalista Galego (BNG)                            | 220.147   | 0,88      | +0,34 | 2     | 0,57    | +2    |
| Herri Batasuna (HB)                                         | 181.304   | 0,72      | −0,16 | 2     | 0,57    | =     |
| Esquerra Republicana de Catalunya (ERC)                     | 167.641   | 0,67      | −0,13 | 1     | 0,29    | =     |
| Eusko Alkartasuna (EA)                                      | 115.861   | 0,46      | −0,09 | 1     | 0,29    | =     |
| Unió Valenciana (UV)                                        | 91.575    | 0,37      | −0,11 | 1     | 0,29    | =     |
| Partido Aragonés (PAR)                                      | n/a(1)    | n/a       | −0,61 | 0     | 0,00    | −1    |

(1) bei den Wahlen 1996 traten Kandidaten der PAR auf den Listen der PP, ihrem Koalitionspartner in Aragonien, an

## Senado (Senat)
Der Senat setzt sich aus direkt vom Volk gewählten Mitgliedern und weiteren Senatoren, die von den Parlamenten der einzelnen Regionen (span.: Comunidades Autónomas) bestimmt werden, zusammen. Die Direktwahl findet gleichzeitig mit den Wahlen der Abgeordneten des Congreso statt. Die Zahl der indirekt gewählten Senatoren richtet sich nach der Bevölkerungszahl der jeweiligen Region (einer plus ein weiterer je 1 Mio. Einwohner).
In der 6. Legislatur bestand der Senat aus 257 Mitgliedern: 208 direkt gewählten und 49 von den Regionalparlamenten entsandten.
Die Direktwahl erfolgt in Wahlkreisen, die mit den Provinzen übereinstimmen (bis auf die Balearen und Kanaren, wo Wahlkreis die einzelnen Inseln sind). In den Provinz-Wahlkreisen werden jeweils – unabhängig von der Bevölkerungszahl – vier Senatoren gewählt, wobei jeder Wähler drei Personenstimmen vergeben und jede Partei drei Kandidaten benennen kann. Der Anhänger einer Partei wird in der Regel seine Stimmen den drei Kandidaten „seiner“ Partei geben. Dies führt normalerweise dazu, dass die drei Kandidaten der stärksten Partei in der Provinz mehr Stimmen erhalten als der bestplatzierte Kandidat der zweitstärksten Partei. In der ganz überwiegenden Zahl der Fälle wird daher die stärkste Partei drei Senatoren und die zweitstärkste Partei einen für die Provinz stellen. Bei den Wahlen 1996 war dies in allen Provinzen der Fall. Es liegt daher eine Form der Mehrheitswahl vor.
Die Zusammensetzung der von den Regionalparlamenten entsandten Senatoren kann sich während der Legislatur ändern (wenn während der Legislaturperiode neue Regionalparlamente gewählt werden), deshalb wird im Folgenden nur die Zusammensetzung des Senats zu Beginn der Legislatur im März 1996 wiedergegeben:

Parlamentswahlen 1996 – Senado

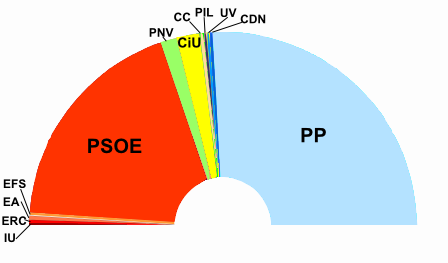
Senado Sitzverteilung 1996
gesamt (direkt und indirekt gewählte Senatoren)

| Zusammensetzung Senat, März 1996         |                  |        |                      |        |                    |
| Fraktion                                 | Senatoren gesamt | Partei | Senatoren Direktwahl | Partei | Senatoren indirekt |
| Partido Popular (PP)                     | 133              |        | 112                  |        | 21                 |
| Partido Socialista Obrero Español (PSOE) | 97               |        | 81                   |        | 16                 |
| Convergència i Unió (CiU)                | 11               |        | 8                    |        | 3                  |
| Partido Nacionalista Vasco (EAJ-PNV)     | 6                |        | 4                    |        | 2                  |
| Sammelfraktion (Grupo Mixto)             | 10               | CC     | 1                    | CC     | 1                  |
|                                          |                  | EFS(1) | 1                    | IU     | 2                  |
|                                          |                  | PIL(2) | 1                    | ERC    | 1                  |
|                                          |                  |        |                      | UV(3)  | 1                  |
|                                          |                  |        |                      | CDN(4) | 1                  |
|                                          |                  |        |                      | EA     | 1                  |

(1)Wählergruppe „Eivissa i Formentera al Senat“ (unabhängige Kandidatur in Ibiza mit der Unterstützung der Linken)

(2)Partido de Independientes de Lanzarote

(3)Unió Valenciana

(4)Convergencia Demócratas de Navarra

## Regierungsbildung

### Ausgangslage
Für die Regierungsbildung ist nach der spanischen Verfassung nur der Congreso relevant: Er wählt den Ministerpräsidenten (Art. 99), nur ihm ist die Regierung verantwortlich (Art. 108).
Die Ausgangslage zur Bildung einer stabilen Regierung gestaltete sich nach den Wahlen schwierig. Stärkste Partei war die PP, doch mit den in ihrem Lager stehenden Regionalparteien CC und UV kam sie nur auf 161 Sitze. Die Linke (PSOE, IU und die Regionalparteien EA, ERC und BNG) zählte 166 Mandate. Eine Wiederauflage des Bündnis aus der 5. Legislatur (PSOE, CiU und PNV) hätte nur auf 162 Abgeordnete zählen können. Keine dieser „natürlichen Konstellationen“ erreichte also die absolute Mehrheit von 176 Mandaten.
Hierzu ist zu erwähnen, dass sich das spanische Parteiensystem nicht nur auf der üblichen links-rechts-Achse orientiert, sondern noch auf einer weiteren, die die Einstellung zur Frage der Autonomie der Regionen betrifft (vom einen Extrem des Zentralstaats bis zum zumindest im Baskenland und Katalonien zu findenden anderen der Unabhängigkeit vom „kastilischen“ Spanien). Im Baskenland und Katalonien, wo die Autonomiebestrebungen am stärksten sind, führte dies zur Ausprägung eigener Parteienlandschaften: Auf der Linken bestehen neben den gesamtspanischen Parteien PSOE und IU linksnationalistische (ERC in Katalonien, EA im Baskenland), auf der Rechten neben der PP bürgerlich-nationalistische (CiU in Katalonien, PNV im Baskenland).
Wollte die PP (traditionell Gegner einer größeren Autonomie der Regionen) nach fast 13,5 Jahren PSOE-Regierung jetzt den Ministerpräsidenten stellen, so musste sie hierfür die Verständigung mit den Regionalparteien (im spanischen Sprachgebrauch: „Nationalisten“) der CiU und PNV suchen. Dies gestaltete sich umso komplizierter als sie in Erwartung einer sicheren Mehrheit im Wahlkampf nicht gerade moderat mit den nun als Bündnispartnern benötigten Nationalisten umgegangen war.
Aufgrund des Wahlergebnisses war eine Regierungsbildung gegen die PP praktisch ausgeschlossen. Allerdings gab es in CiU und PNV heftige innerparteiliche Widerstände gegen eine Unterstützung der PP. Anfangs versuchte die CiU daher, die PSOE dafür zu gewinnen, sich im zweiten Wahlgang der Wahl zum Ministerpräsidenten im Congreso (die offen stattfindet) gemeinsam zu enthalten. Da im zweiten Wahlgang eine einfache Mehrheit ausreicht, hätte der PP-Kandidat Aznar so allein mit den Stimmen seiner Partei zum Regierungschef gewählt werden können, ohne dass die 16 CiU-Abgeordneten öffentlich mit „Ja“ hätten stimmen müssen.

### Verhandlungen
Da die Sozialisten dies aber ablehnten, blieb sowohl der PP als auch den Nationalisten nichts anderes übrig als in Verhandlungen über Tolerierungsabkommen („pactos de legislatura“) einzutreten, um Neuwahlen zu verhindern. Die PP nahm also bilaterale Gespräche mit CC, CiU und PNV (die alle zu diesem Zeitpunkt ihre jeweiligen Regionalregierungen führten) auf. Hauptbeteiligte waren auf Seiten der Konservativen Aznar selbst, der spätere Wirtschafts- und Finanzminister Rodrigo Rato sowie der künftige Innenminister Jaime Mayor Oreja. Für die CiU wurden die Verhandlungen maßgeblich vom katalanischen Ministerpräsidenten Jordi Pujol und dem Fraktionsvorsitzenden Joaquim Molins, für die PNV vom Parteivorsitzenden Xabier Arzalluz und dem Fraktionsvorsitzenden Iñaki Anasagasti und für die CC vom kanarischen Regierungschef Manuel Hermoso bestimmt. Gegenstand der Gespräche waren ganz überwiegend das Verhältnis des Gesamtsstaats zu den Regionen, deren Kompetenzen und Finanzierung. Gesamtspanische Themen spielten so gut wie keine Rolle.

#### PP und CC
Am unproblematischsten gestalteten sich die Verhandlungen mit den kanarischen „Nationalisten“, die bereits Anfang April abgeschlossen wurden. Kernpunkte der Vereinbarung waren der Abschluss des 1992 begonnenen Prozesses der Reform des kanarischen Autonomiestatus (Regionalverfassung, die der Zustimmung der Cortes Generales bedarf), die Etablierung des Status der Kanaren als „Region mit äußerster Randlage“ innerhalb der EU bei den Verhandlungen über den Vertrag von Amsterdam und die Weiterentwicklung der für die Kanaren wegen ihrer Insellage geltenden steuerlichen Sondervorschriften. Außerdem sagte die PP zu, dass die Höhe der Infrastrukturinvestitionen der neuen Zentralregierung auf den Inseln mindestens dem gesamtspanischen Durchschnitt je Einwohner entspricht.

#### PP und CiU
Wesentlich schwieriger und langwieriger gestalteten sich die Gespräche mit der katalanischen CiU.
Hauptverhandlungspunkt war die Verbesserung der Finanzierung der Regionen. Recht früh im Laufe der Verhandlungen kam man im Grundsatz überein, hierzu den Anteil der Regionen an der in ihrem jeweiligen Gebiet vereinnahmten Einkommensteuer von 15 % auf 30 % anzuheben. Die Schwierigkeiten ergaben sich jedoch in den Detailfragen dieser Reform: Ohne korrigierende Mechanismen hätte dies zu einer Bevorzugung reicher, steuerkräftiger Regionen (wie eben Katalonien) gegenüber ärmeren (von denen einige wie etwa Galicien aber von der PP regiert waren) geführt, es stellte sich also die Frage des ob und wie eines „Finanzausgleichs“. Ein weiteres Problem ergab sich daraus, dass die spanischen Regionen (im Gegensatz etwa zu den deutschen Bundesländern) nicht alle über dieselben Kompetenzen und damit auch nicht über einen vergleichbaren Finanzbedarf verfügen. Über eine eigene Polizei z. B. verfügten (und verfügen bis heute) nur Katalonien, das Baskenland und Navarra. Auch die besonders finanzintensiven Bereiche Bildung und Gesundheitswesen waren 1996 noch nicht in allen Regionen auf diese übertragen. Abschließende Antworten auf diese Fragen konnten nicht gefunden werden. Das Abschlussdokument der Verhandlungen beschränkt sich auf die Grundzüge.
Die Endfassung des Tolerierungsabkommens stand nach zweimonatigen Verhandlungen erst Ende April fest und wurde am 28. April von den innerparteilichen Gremien der CiU gebilligt. Weitere wesentliche Punkte des Übereinkommens waren: Abschaffung der Institution des Zivilgouverneurs („Gobernador Civil“ – Vertreter der Madrider Zentralregierung und Leiter der staatlichen Verwaltung in den Provinzen im Range eines politischen Beamten), die Überleitung der Zuständigkeit für die aktive Arbeitsmarktpolitik und die Seehäfen (jedoch nicht auch für die Flughäfen, wie von der CiU gefordert) auf die Regionen, die Abschaffung der Wehrpflicht bis zum Jahr 2001, die Beteiligung von Vertretern der Regionen in den spanischen EU-Verhandlungsdelegationen und die Überleitung der Verantwortung für die Straßenverkehrspolizei in Katalonien auf die Regionalregierung Generalitat.

#### PP und PNV
Noch etwas länger (bis zum 30. April) zogen sich die Verhandlungen mit den baskischen Nationalisten hin.
Rechnerisch war die Zustimmung der fünf PNV-Abgeordneten neben CiU und CC zur Regierungsübernahme zwar nicht nötig. Allerdings bestand gerade für den designierten Innenminister und Vorsitzenden der baskischen PP Mayor Oreja ein Interesse daran, die PNV als wichtigste nationalistische Partei des Baskenlandes durch Zugeständnisse an die neue Regierung zu binden. Andernfalls wurde befürchtet, dass sich die PNV radikaleren nationalistischen Parteien annähern würde. Dies hätte Versuche der neuen Regierung zur Befriedung der Situation im Baskenland wesentlich schwieriger werden lassen.
Die PNV ging mit einem Katalog von 43 nach dem baskischen Autonomiestatut von 1979 noch vom Zentralstaat auf das Baskenland zu übertragenden Kompetenzen („traspasos pendientes“) in die Verhandlungen. Darunter befand sich etwa auch die Verwaltung der Sozialversicherung, deren gesamtspanische Einheitskasse („caja única“) Aznar jedoch für unverhandelbar erklärte.
Das Abschlussdokument beschränkte sich schließlich in diesem Punkt auf die Absichtserklärung, die noch ausstehenden Kompetenzübertragungen in dieser Legislatur zu Ende zu bringen. Außerdem wurde eine Weiterentwicklung des „Concierto Económico“ (System, das die Finanzbeziehungen zwischen dem Baskenland und dem Zentralstaat regelt) u. a. durch die Übernahme der Verbrauchssteuern für Alkohol, Tabak und Kraftstoff in selbiges und eine Ausweitung der baskischen normativen Kompetenzen über die Einkommensteuer vereinbart. Weitere Punkte des Übereinkommens war die Garantie des Zentralstaats für die Finanzierung des „Baskischen Pakts für Weiterbildung“ und die Zusage der Rückgabe des während der Franko-Diktatur beschlagnahmten Vermögens der PNV.

### Wahl des Ministerpräsidenten
Nach diesem zweimonatigen Verhandlungsprozess wurde Aznar schließlich am 4. Mai 1996 mit den 181 Stimmen von PP, CiU, PNV und CC bei einer Enthaltung (Unió Valenciana) und 166 Gegenstimmen (PSOE, IU, BNG, ERC und EA) vom Abgeordnetenhaus zum Ministerpräsidenten gewählt. Die Mitglieder des neuen Kabinetts wurden sämtlich von der PP gestellt, da es sich bei den Vereinbarungen mit den Nationalisten nur um Tolerierungs- und nicht um Koalitionsabkommen handelte.
| Kandidat         | Datum                                              |            |     |     |    |    | EAJ |   |   |   |   |   |   | Ergebnis |
| ---------------- | -------------------------------------------------- | ---------- | --- | --- | -- | -- | --- | - | - | - | - | - | - | -------- |
| José María Aznar | 4. Mai 1996 notwendig: absolute Mehrheit (176/350) | Ja         | 156 |     |    | 16 | 5   | 4 |   |   |   |   |   | 181/350  |
| José María Aznar | 4. Mai 1996 notwendig: absolute Mehrheit (176/350) | Nein       |     | 141 | 21 |    |     |   |   | 2 | 1 | 1 |   | 166/350  |
| José María Aznar | 4. Mai 1996 notwendig: absolute Mehrheit (176/350) | Enthaltung |     |     |    |    |     |   |   |   |   |   | 1 | 1/350    |
| José María Aznar | 4. Mai 1996 notwendig: absolute Mehrheit (176/350) | Abwesend   |     |     |    |    |     |   | 2 |   |   |   |   | 2/350    |